# Maurício José de Castelbranco Manuel
Maurício José de Castelbranco Manuel foi um político português.

## Família
De distintíssima família da Ilha da Madeira, era filho de José Fernando da Costa Manuel e de sua mulher Maria Josefa Mendes de Castelbranco.

## Biografia
Dr., foi Deputado pela Ilha da Madeira às Cortes Gerais e Extraordinárias da Nação Portuguesa Constituintes de 1820.

## Casamento e descendência
Casou com sua parente Maria Dionísia de Freitas e Mendonça ou de Freitas de Abreu de Castelbranco, filha de Francisco de Abreu e Freitas e de sua mulher Joaquina de Freitas. Foram pais de João de Freitas e Mendonça de Castelbranco, Joaquim Pedro de Castelbranco e de José de Freitas Teixeira Spínola de Castelbranco e avós paternos de Pedro de Castelbranco Manuel, 2.º Barão de São Pedro jure uxoris, e de Eduardo Ernesto de Castelbranco.